# Draßburg
Draßburg est une commune autrichienne du district de Mattersburg dans le Burgenland.